# Rose Bud
Rose Bud – miasto w Stanach Zjednoczonych, w stanie Arkansas, w hrabstwie White.